# Club Atlético San Cristóbal (Venezuela)
El Club Atlético San Cristóbal fue un equipo de fútbol con sede en el estadio Polideportivo de Pueblo Nuevo de San Cristóbal (estado Táchira), que participó en la Primera División de Venezuela entre los años 1982 y 1985.

## Historia
Fundado en 1980, logró el campeonato de la segunda división del torneo venezolano apenas un año después. Una vez ascendido y contando con figuras como Carlos Maldonado, Carlos Horacio Moreno, Pedro Brito y Pedro Febles, logra el excepcional mérito de ganar el campeonato de primera división en su primera participación y llega a la semifinal de la Copa Libertadores de América de 1983, tras ocupar el primer lugar del Grupo 4.
Posteriormente participa en los torneos de primera división hasta 1985, año en que afectados por compartir sede con el Deportivo Táchira el equipo se fusiona con este último formando el Unión Atlético Táchira en 1986, logrando el campeonato ese mismo año. Muchos de los jugadores de la plantilla del Atlético como Carlos Maldonado y Andrés Paz pasan al nuevo club siendo parte primordial de los siguientes éxitos del equipo, Carlos Horacio Moreno (antes jugador del Atlético), dirige a UAT en importantes participaciones en la Copa Libertadores. Fue dirigido por Walter Cata Roque, director técnico de origen uruguayo, entre otros jugadores están: Ricardo Martínez Villamizar de San Cristóbal, José Francisco Nieto, el Atlético San Cristóbal logró ganar el campeonato de la segunda división y e su primer año en primera división logró el campeonato, hasta la fecha ningún equipo que haya subido de segunda a primera división del fútbol venezolano ha logrado esa hazaña.

## Legado
La desaparición del Atlético dejó una huella importante en la afición así como un numeroso grupo de seguidores. En la temporada 1994/95 otro equipo denominado San Cristóbal FC participó en el torneo de primera división de Venezuela con escaso éxito. Posteriormente, a finales de la década de 1990 se intentó restaurar el equipo, lo cual dio nacimiento al Club Nacional Táchira, que con los mismos colores del Atlético San Cristóbal e iniciándose en la misma sede, logró el campeonato de la Primera División jugando en la ciudad de Colón, bajo la dirección técnica de Carlos Maldonado, quien fuese figura del Atlético. Al año siguiente el Nacional, equipo campeón de la Primera División del fútbol venezolano, desaparecía por problemas financieros.

## Palmarés

### Torneos nacionales
- Primera División de Venezuela (1): 1982
- Segunda División de Venezuela (1): 1981